# Arytinnis ochrita
Arytinnis ochrita är en insektsart som beskrevs av Percy 2003. Arytinnis ochrita ingår i släktet Arytinnis och familjen rundbladloppor. Inga underarter finns listade i Catalogue of Life.